# ویدسی
ویدسی (viddsee) یک سرویس آنلاین ویدئویی اینترنتی مبتنی بر گزینش و انتشار فیلم‌های کوتاه از آسیاست.
این سرویس در سال ۲۰۱۲ در سنگاپور تأسیس شد و هدف آن تمرکز بر روی فیلم‌های کوتاه مستقل از جنوب شرق آسیا بود اما بعدها سازندگان آن تصمیم گرفتند سرویس خود را به سایر مناطقآسیا هم تعمیم دهند.
تا سال ۲۰۱۵ این سایت دربردارنده ۸۰۰ فیلم کوتاه در کاتالوگ خود می‌باشد که ماهیانه سه میلیون بازدید از ۹۸ کشور مختلف دنیا دارد.

## تاریخچه
وید سی اولین بار در سال ۲۰۱۲ توسط دو فیلمساز به نام‌های هوجا جیا و درک تن به عنوان یک صفحه فیس بوک برای گزینش فیلم‌های کوتاه جنوب شرق آسیا تأسیس شد تا فیلم‌های منتخب را در صفحه خود نمایش دهند. بعدها آنها تصمیم گرفتند به تأسیس یک پلت فرم جدید اینترنتی مستقل برای فیلم‌های کوتاه گرفتند. آنها متوجه شدند که فیلمهای آسیایی بعد از نمایش داده شدن در جشنواره‌ها با فقدان بیننده روبرو هستند همچنین فیلم‌های آسیایی معمولاً در سایت‌هایی مانند یوتیوب و ویمئو آپلود می‌شدند که موجب پراکندگی آنها می‌شد. آنها تصمیم گرفتند با دریافت وام ۵۰٫۰۰۰ دلاری از دولت در راستای طرح کار آفرینی اقدام به راه‌اندازی سایت خود نمایند.